# Coppa Italia di Serie B 2000-2001 (calcio a 5)
La Coppa Italia di Serie B 2000-2001 è stata la 3ª edizione della manifestazione riservata alle società di calcio a 5 iscritte al campionato di Serie B. Si è svolta dal 23 settembre 2000 e al 18 marzo 2001.

## Formula
Le 72 società iscritte al campionato di serie B sono state divise secondo il criterio di vicinorietà in 8 triangolari e 24 accoppiamenti. Nella prima fase, le società coinvolte nei triangolari si affrontano reciprocamente tra loro in un unico incontro; si qualifica al turno successivo la squadra prima classificata. Negli accoppiamenti, così come nelle fasi successive, le società si affrontano in incontri a eliminazione diretta articolate in andata e ritorno, il cui ordine di svolgimento è stato stabilito per sorteggio. Risulta qualificata la squadra che nelle due partite di andata e ritorno, ha ottenuto il miglior punteggio, ovvero, a parità di punteggio, la squadra che ha realizzato il maggior numero di reti. In questa fase il meccanismo di passaggio del turno prevede incontri a eliminazione diretta al termine dei quali, qualora sussistesse la condizione di parità, si disputeranno due tempi supplementari, ed eventualmente i tiri di rigore per determinare la vincitrice.

## Primo turno

### Regolamento
Si qualificano al secondo turno le 32 vincenti di ogni triangolare o accoppiamento. La squadra che riposa nella prima giornata è stata determinata per sorteggio, così come la squadra che disputa la prima gara in trasferta; nella seconda giornata riposa la squadra che avrà vinto la prima gara o, in caso di parità, quella che avrà disputato la prima gara in trasferta; nella terza giornata si svolge la gara fra le due squadre che non si sono incontrate in precedenza. Per determinare la squadra vincente si tiene conto, nell'ordine: dei punti ottenuti negli incontri disputati; della migliore differenza reti; del maggior numero di reti segnate. Persistendo ulteriore parità o nella ipotesi di completa parità tra le tre squadre la vincente è determinata per sorteggio. Gli incontri dei triangolari sono in programma il 23 e 30 settembre e il 7 ottobre 2000.

### Triangolari

#### Triangolare 7
| Squadra    | P.ti | G | V | N | P | GF | GS | DR |
| ---------- | ---- | - | - | - | - | -- | -- | -- |
| Bologna    | 3    | 2 | 1 | 0 | 1 | 7  | 4  | +3 |
| Bologna FF | 3    | 2 | 1 | 0 | 1 | 10 | 10 | 0  |
| Giemme     | 3    | 2 | 1 | 0 | 1 | 11 | 14 | -3 |

#### Triangolare 11
| Squadra     | P.ti | G | V | N | P | GF | GS | DR |
| ----------- | ---- | - | - | - | - | -- | -- | -- |
| Bubi Merano | 6    | 2 | 2 | 0 | 0 | 10 | 6  | +4 |
| Aldeno      | 3    | 2 | 1 | 0 | 1 | 6  | 6  | 0  |
| Merano      | 0    | 2 | 0 | 0 | 2 | 5  | 9  | -4 |

#### Triangolare 24
| Squadra        | P.ti | G | V | N | P | GF | GS | DR |
| -------------- | ---- | - | - | - | - | -- | -- | -- |
| CUS Campobasso | 4    | 2 | 1 | 1 | 0 | 12 | 11 | +1 |
| Teate 94       | 2    | 2 | 0 | 2 | 0 | 7  | 7  | 0  |
| Marina CSA     | 1    | 2 | 0 | 1 | 1 | 12 | 13 | -1 |

#### Triangolare 28
| Squadra   | P.ti | G | V | N | P | GF | GS | DR |
| --------- | ---- | - | - | - | - | -- | -- | -- |
| Martina   | 6    | 2 | 2 | 0 | 0 | 12 | 5  | +7 |
| Catanzaro | 3    | 2 | 1 | 0 | 1 | 8  | 11 | -3 |
| Bellevue  | 0    | 2 | 0 | 0 | 2 | 4  | 8  | -4 |

#### Triangolare 9
| Squadra   | P.ti | G | V | N | P | GF | GS | DR |
| --------- | ---- | - | - | - | - | -- | -- | -- |
| Luparense | 4    | 2 | 1 | 1 | 0 | 9  | 7  | +2 |
| Cadoneghe | 3    | 2 | 1 | 0 | 1 | 5  | 4  | +1 |
| Dese      | 1    | 2 | 0 | 1 | 1 | 7  | 10 | -3 |

#### Triangolare 13
| Squadra         | P.ti | G | V | N | P | GF | GS | DR |
| --------------- | ---- | - | - | - | - | -- | -- | -- |
| Macerata        | 3    | 2 | 1 | 0 | 1 | 10 | 8  | +2 |
| Scudo San Carlo | 3    | 2 | 1 | 0 | 1 | 9  | 9  | 0  |
| San Severino    | 3    | 2 | 1 | 0 | 1 | 6  | 8  | -2 |

#### Triangolare 27
| Squadra    | P.ti | G | V | N | P | GF | GS | DR |
| ---------- | ---- | - | - | - | - | -- | -- | -- |
| Modugno    | 4    | 2 | 1 | 1 | 0 | 4  | 2  | +2 |
| Barletta   | 3    | 2 | 1 | 0 | 1 | 6  | 7  | -1 |
| Sport Five | 1    | 2 | 0 | 1 | 1 | 3  | 4  | -1 |

#### Triangolare 29
| Squadra      | P.ti | G | V | N | P | GF | GS | DR |
| ------------ | ---- | - | - | - | - | -- | -- | -- |
| Real Scafati | 3    | 2 | 1 | 0 | 1 | 6  | 7  | -1 |
| Avellino     | 3    | 2 | 1 | 0 | 1 | 14 | 11 | +3 |
| Nocerina     | 3    | 2 | 1 | 0 | 1 | 7  | 9  | -2 |

### Accoppiamenti
Gli incontri di andata si sono disputati il 30 settembre 2000, quelli di ritorno il 7 ottobre a campi invertiti.
| Squadra 1        | Totale  | Squadra 2               | Andata | Ritorno |
| ---------------- | ------- | ----------------------- | ------ | ------- |
| Lanzo            | 4 - 7   | Cesana RV               | 3 - 3  | 1 - 4   |
| Futsal Torino    | 9 - 6   | Executive Millefonti    | 4 - 4  | 5 - 2   |
| Seregno          | 12 - 3  | Gordona                 | 9 - 1  | 3 - 2   |
| Milan Five       | 7 - 10  | SUB Milano              | 3 - 6  | 4 - 4   |
| Massa            | 8 - 7   | San Lorenzo della Costa | 4 - 3  | 4 - 4   |
| San Michele      | 10 - 6  | Follonica               | 6 - 1  | 4 - 5   |
| Rimini           | 5 - 7   | Palextra Fano           | 1 - 5  | 4 - 2   |
| Tavernetta       | 6 - 18  | Manzano                 | 3 - 9  | 3 - 9   |
| VRF Verona       | 6 - 3   | Ambroveneto             | 5 - 1  | 1 - 2   |
| Ascoli           | 5 - 1   | Miracolo Piceno         | 4 - 0  | 1 - 1   |
| CUS Viterbo      | 9 - 8   | Bowling Spoleto         | 5 - 4  | 4 - 4   |
| Cesena           | 7 - 10  | Perugia                 | 2 - 6  | 5 - 4   |
| Siurgus Donigala | 2 - 7   | ATS Quartu              | 2 - 4  | 0 - 3   |
| Quartu 2000      | 4 - 3   | Costa di Sopra          | 1 - 1  | 3 - 2   |
| Roma             | 5 - 8   | Cerbara                 | 2 - 5  | 3 - 3   |
| Brillante Roma   | 9 - 2   | Lazio Calcetto          | 6 - 0  | 3 - 2   |
| Civitavecchia    | 5 - 8   | Ladispoli               | 4 - 1  | 1 - 7   |
| Bellator Frusino | 7 - 9   | Ceccano                 | 4 - 5  | 3 - 4   |
| CUS L'Aquila     | 15 - 7  | Pro Calcetto            | 13 - 0 | 2 - 7   |
| Forio            | 7 - 8   | Olimpia Ischia          | 3 - 4  | 4 - 4   |
| CUS Potenza      | 1 - 11  | Team Matera             | 0 - 6  | 1 - 5   |
| Cristal Mode     | 4 - 7   | Sinuessa                | 2 - 2  | 2 - 5   |
| Ares Siracusa    | 12 - 13 | Libertas Corbino        | 5 - 7  | 6 - 6   |
| Wisser Club      | 10 - 8  | Viagrande               | 4 - 1  | 6 - 7   |

## Sedicesimi di finale
Gli incontri di andata si sono svolti il 24 ottobre 2000, quelli di ritorno il 14 novembre a campi invertiti.
| Squadra 1        | Totale  | Squadra 2      | Andata | Ritorno |
| ---------------- | ------- | -------------- | ------ | ------- |
| Cesana RV        | 7 - 6   | Futsal Torino  | 2 - 5  | 5 - 1   |
| SUB Milano       | 7 - 5   | Seregno        | 4 - 3  | 3 - 2   |
| San Michele      | 10 - 5  | Massa          | 6 - 4  | 4 - 1   |
| Bologna          | 13 - 22 | Palextra Fano  | 7 - 8  | 6 - 14  |
| Manzano          | 3 - 21  | Luparense      | 2 - 7  | 1 - 14  |
| Bubi Merano      | 4 - 10  | VRF Verona     | 2 - 7  | 2 - 3   |
| Macerata         | 8 - 9   | Ascoli         | 6 - 3  | 2 - 6   |
| Perugia          | 10 - 5  | CUS Viterbo    | 5 - 1  | 5 - 4   |
| Quartu 2000      | 11 - 5  | ATS Quartu     | 8 - 1  | 3 - 4   |
| Cerbara          | 8 - 7   | Brillante Roma | 3 - 3  | 5 - 4   |
| Ladispoli        | 5 - 6   | Ceccano        | 4 - 3  | 1 - 3   |
| CUS Campobasso   | 7 - 4   | CUS L'Aquila   | 3 - 1  | 4 - 2   |
| Olimpia Ischia   | 12 - 15 | Team Matera    | 6 - 5  | 6 - 10  |
| Modugno          | 7 - 6   | Martina        | 3 - 0  | 4 - 6   |
| Sinuessa         | 7 - 9   | Real Scafati   | 5 - 3  | 2 - 6   |
| Libertas Corbino | 9 - 6   | Wisser Club    | 5 - 4  | 4 - 2   |

## Ottavi di finale
Gli incontri di andata si sono svolti il 28 novembre 2000, quelli di ritorno il 12 dicembre a campi invertiti.
| Squadra 1    | Totale  | Squadra 2        | Andata | Ritorno |
| ------------ | ------- | ---------------- | ------ | ------- |
| Cesana RV    | 10 - 7  | SUB Milano       | 4 - 3  | 6 - 4   |
| San Michele  | 14 - 11 | Palextra Fano    | 8 - 6  | 6 - 5   |
| VRF Verona   | 1 - 6   | Luparense        | 0 - 3  | 1 - 3   |
| Perugia      | 7 - 12  | Ascoli           | 7 - 8  | 0 - 4   |
| Quartu 2000  | 6 - 10  | Cerbara          | 3 - 8  | 3 - 2   |
| Ceccano      | 8 - 6   | CUS Campobasso   | 6 - 4  | 2 - 2   |
| Modugno      | 7 - 8   | Team Matera      | 3 - 1  | 4 - 7   |
| Real Scafati | 6 - 4   | Libertas Corbino | 3 - 3  | 3 - 1   |

## Quarti di finale
Gli incontri di andata si sono svolti il 23 gennaio 2001, quelli di ritorno il 6 febbraio a campi invertiti.
| Squadra 1    | Totale          | Squadra 2   | Andata | Ritorno |
| ------------ | --------------- | ----------- | ------ | ------- |
| Cesana RV    | 11 - 13         | San Michele | 7 - 6  | 4 - 7   |
| Ascoli       | 11 - 14         | Luparense   | 5 - 6  | 6 - 8   |
| Ceccano      | 9 - 9 (4-3 dcr) | Cerbara     | 4 - 4  | 5 - 5   |
| Real Scafati | 9 - 15          | Team Matera | 4 - 4  | 5 - 11  |

## Fase finale
La final four  è stata organizzata dalla Luparense il 17 e 18 marzo 2001 presso il palazzetto dello sport di San Martino di Lupari.
|  | Semifinali  | Semifinali  | Semifinali |         |           | Finale             | Finale             | Finale             |  |
|  |             |             |            |         |           |                    |                    |                    |  |
|  | Luparense   | Luparense   | 8          |         |           |                    |                    |                    |  |
|  | Luparense   | Luparense   | 8          |         |           |                    |                    |                    |  |
|  | Team Matera | Team Matera | 6          |         |           |                    |                    |                    |  |
|  | Team Matera | Team Matera | 6          |         | Luparense | Luparense          | 9                  |                    |  |
|  |             |             |            |         | Luparense | Luparense          | 9                  |                    |  |
|  |             |             | Ceccano    | Ceccano | 2         |                    |                    |                    |  |
|  | Ceccano     | Ceccano     | Ceccano    | Ceccano | 2         | 4                  |                    |                    |  |
|  | Ceccano     | Ceccano     |            |         |           | 4                  |                    |                    |  |
|  | San Michele | San Michele | 3          |         |           | Finale terzo posto | Finale terzo posto | Finale terzo posto |  |
|  | San Michele | San Michele | 3          |         |           |                    |                    |                    |  |
|  |             |             |            |         |           |                    |                    |                    |  |
|  |             |             |            |         |           | San Michele        | San Michele        | 5                  |  |
|  |             |             |            |         |           | San Michele        | San Michele        | 5                  |  |
|  |             |             |            |         |           | Team Matera        | Team Matera        | 4                  |  |